# كاميرون غريغوري
كاميرون غريغوري (بالإنجليزية: Cameron Gregory)‏ هو لاعب كرة قدم بريطاني، ولد في 20 يناير 2000 في Sutton Coldfield ‏ في المملكة المتحدة.